# Adolf Fischer (Maler)

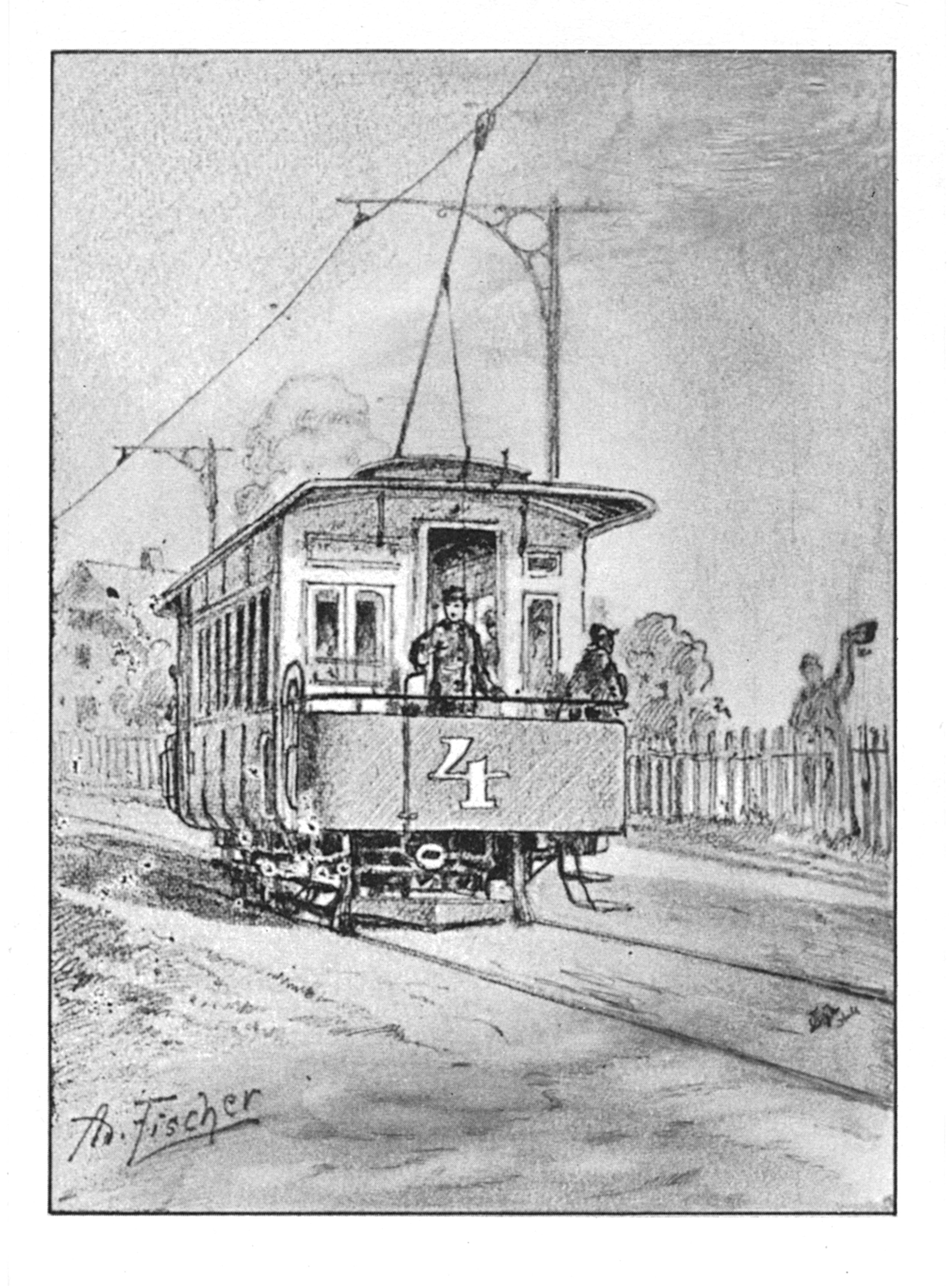
GM 4, gezeichnet von Adolf Fischer

Adolf Fischer (* 18. Mai 1856 in Linz, Oberösterreich; † 23. Februar 1908 ebenda) war Mittelschullehrer, Maler und Illustrator.

## Leben und Werk
Adolf Fischer, der Sohn des mit Franz Stelzhamer und Adalbert Stifter befreundeten akademischen Graveurs und Xylographen Michael Fischer (* 1821, Aurolzmünster; † 1888, Linz), studierte nach dem Besuch der Linzer Oberrealschule an der technischen Hochschule in Wien. Die Kunst der Landschafts- und Porträtmalerei studierte er  bei Rudolf Geyling, Valentin Teirich, Heinrich Vosberg und Joseph Walhammer. Ab 1879 war Fischer als Illustrator für humoristische Zeitschriften tätig. Zwischen 1884 und 1887 unterrichtete Fischer als Zeichenlehrer an Gmundener Mittelschulen, wo er auch bald eine landesbehördlich konzessionierte Zeichen- und Malschule leitete.
Neben zahlreichen Aquarelllandschaften, Handzeichnungen, Ehrenurkunden und landschaftlichen Illustrationen hat Fischer, der sich an zahlreichen Ausstellungen beteiligt hat, auch Illustrationen zu Ferdinand Krackowizers dreibändiger Geschichte der Stadt Gmunden (1898–1900) sowie zu den Kinder- und Hausmärchen der Brüder Grimm gezeichnet.

## Museale Rezeption
Im April 1899 veranstaltete das Oberösterreichische Landesmuseum in Linz eine Sonderausstellung von Fischers Handzeichnungen und Aquarellen. Fischer war Vater und künstlerischer Lehrer von Adolph Johannes Fischer.
Im Jahr 1978 wurde dem Kammerhof Museum Gmunden (nunmehr K-Hof Kammerhofmuseen Gmunden) Adolf Fischers aus 6 Konvoluten bestehender Teilnachlass (Skizzen und Zeichnungen, Skizzenbücher aus Gmunden und Bad Ischl sowie eine Mappe Briefe an Fischer) geschenkt.